# Heteropsyllus masculus
Heteropsyllus masculus is een eenoogkreeftjessoort uit de familie van de Canthocamptidae. De wetenschappelijke naam van de soort is voor het eerst geldig gepubliceerd in 1971 door Kunz.